# Gideon Fell
El doctor Gideon Fell es un personaje de ficción creado por John Dickson Carr protagonista de 23 novelas de misterio publicadas entre 1933 y 1967, así como de algunos relatos breves. Fell es un inglés que vive en los suburbios de Londres. La mayor parte de las novelas de este personaje han sido traducidas al español, algunas por distintas editoriales y con distintos títulos.
Se considera que el Dr. Fell está basado en G. K. Chesterton (autor de las historias del Padre Brown), cuyo aspecto físico y personalidad eran similares a los del Doctor Fell.
John Dickson Carr, aunque nacido en Estados Unidos (Uniontown, Pensilvania-1906) vivió la mayor parte de su vida de adulto en Inglaterra; aunque utilizó varios pseudónimos para sus novelas, las del Dr. Gideon las firmó con su propio nombre.

## Biografía
El Dr. Fell es descrito en las novelas como un hombre corpulento, con un gran bigote y un amplio sombrero de teja, que pasea apoyándose en dos bastones. En sus primeras apariciones en la serie se le presenta como un lexicógrafo, pero esta ocupación desaparece gradualmente y sabemos que Fell está empeñado en la preparación de una monumental historia sobre la costumbre, arraigada en el pueblo inglés, de beber cerveza; costumbre que él practica con fruición. Gideon Fell es un detective amateur al que la policía suele recurrir para desentrañar los casos especialmente difíciles, aunque él rechaza revelar sus deducciones hasta que el caso no está totalmente resuelto. El superintendente Hadley es el personaje que recurre en más ocasiones al Dr. Fell.
En la mayoría de los casos él consigue desenredar los misterios que se producen en una habitación cerrada o «delitos imposibles». Cuando se ve frustrado en su investigación, llega a llorar a lágrima viva, como sucede en «Arcontes de Atenas». Cuando no está viajando, vive con su mujer en una casa bastante abarrotada. El nombre de la mujer nunca se menciona, y poco se revela de su carácter salvo que, como él, también es algo excéntrica. Aunque en muchas de las novelas no se la menciona, las alusiones que, de tarde en tarde, se hacen a ella muestra que no se han producido cambios en la vida doméstica del matrimonio. Los Fell no tienen hijos.
En la novela Los Tres Ataúdes, en el capítulo 17 (titulado en el original The Locked Room Lecture) el doctor Fell interrumpe el curso de la novela para discutir con el inspector Hadley y otros personajes las técnicas y trucos que suelen utilizar los escritores de novelas de detectives. A lo largo de su explicación, Fell reconoce que tanto él como sus oyentes son, naturalmente, personajes de un libro.

## Cronología
- 1933, Hag's Nook || Nido de Brujas
- 1933, The Mad Hatter Mystery || El Sombrerero Loco
- 1934, The Eight of Swords || El Ocho de Espadas (1949)
- 1934, The Blind Barber || El Barbero Ciego (1950)
- 1935, Death-Watch || El reloj de la muerte (1957)
- 1935, The Hollow Man (The Three Coffins) || El Hombre hueco (1947) = Los tres cofres
- 1936, The Arabian Nights Murder || El Crimen de las Mil y Una Noches
- 1937, To Wake the Dead || El Brazalete Romano
- 1938, The Crooked Hinge || Noche de brujas
- 1939, The Problem of the Green Capsule (The Black Spectacles/Mystery in Limelight) || Las gafas negras (Los anteojos negros o el caso del asesinato del psicólogo) (1956)
- 1939, The Problem of the Wire Cage || La Jaula Mortal
- 1940, The Man Who Could Not Shudder
- 1941, The Case of the Constant Suicides || El Caso de los Suicidios Constantes (1952)
- 1941, Death Turns the Tables (The Seat of the Scornful) || La sede de la soberbia (1950)
- 1944, Till Death Do Us Part || Hasta que la muerte nos separe
- 1946, He Who Whispers || El que Susurra (1949)
- 1947, The Sleeping Sphinx
- 1949, Below Suspicion || Oscura Sospecha (1952)
- 1958, The Dead Man's Knock || La llamada del muerto (1959)
- 1960, In Spite of Thunder || Pese al Trueno (1962)
- 1963 The Men Who Explained Miracles || El hombre que explicaba milagros (1966)
- 1965, The House at Satan's Elbow || La Casa de El Codo de Satan (1967)
- 1966, Panic in Box C || La muerte acude al teatro
- 1967, Dark of the Moon || Oscuridad de la Luna (1970)
- 1991, Fell and Foul Play